# Deutscher Entwicklerpreis

Logo des Deutschen Entwicklerpreises

Der Deutsche Entwicklerpreis ist eine im deutschsprachigen Raum verliehene Auszeichnung für erfolgreiche Entwicklerstudios von Computerspielen und anderer digitaler Unterhaltungssoftware. Veranstalter der Preisverleihung ist der Verein games.nrw.

## Beschreibung
Der Deutsche Entwicklerpreis wurde erstmals am 12. November 2004 in Essen von der Firma Aruba Events, unter der Geschäftsführung von Stephan Reichart verliehen. Zwischen 2005 und 2010 wurde der Preis im ältesten deutschen Premierenkino, der Lichtburg in Essen verliehen. In den Jahren 2011 bis 2013 fand die Preisverleihung im Alten Kesselhaus in Düsseldorf statt. Im Jahr 2014 fand der Deutsche Entwicklerpreis erstmals im Dock.One in Köln statt. Das Programm rund um die Preisverleihung wurde erweitert. So fand am Abend von 2014-2016 vorher der „Game Music Live Jam“ statt. Zudem wird mit dem „Entwicklerpreis Summit“ eine Konferenz veranstaltet mit Themen, die die deutsche Gamesbranche beschäftigen. Der Deutsche Entwicklerpreis wird gefördert von der Film- und Medienstiftung NRW. Der „Entwicklerpreis Summit“ wird gefördert durch die Staatskanzlei NRW.
Aktuell werden 23 Preise vergeben, davon 10 Fach-, 4 Spezial- und 9 Publikumspreise. 2006 wurden erstmals die mit jeweils 10.000 Euro dotierten Preise „Förderpreis des Deutschen Entwicklerpreises“ und der „Gamesload Nachwuchsaward“ vergeben.
Eine aus knapp 100 Personen bestehende Jury trifft eine Vorauswahl aus allen in Deutschland produzierten Mobile-, Konsolen- und PC-Spielen und stellt diese dem Publikum zur Wahl. Die Kategorien sind in Publikums- und Jury-Kategorien etwa im Verhältnis 2:1 aufgeteilt. Der Zeitraum für die Wahl der Publikumskategorien beträgt etwa sechs Wochen und wird online in Kooperation mit verschiedenen Medienpartnern durchgeführt. Ab 2012 wurde die Publikumswahl durch die Akademiewahl ersetzt, bei der alle Mitglieder der Akademie des Deutschen Entwicklerpreises und der Jury stimmberechtigt sind. In Kooperation mit Ubisoft / Blue Byte wird zusätzlich der Ubisoft Blue Byte Newcomer Award vergeben, der die besten Nachwuchskonzepte auszeichnet.
An der Publikumswahl 2004 nahmen genau 432 Teilnehmer teil. 2005 waren es bereits ca. 5800 und 2006 knapp 8400 Wähler.
2006 wurde erstmals ein neuer Award überreicht, der von dem Essener Künstler Peter Reichenbach in Handarbeit angefertigt wurde.

## Preisträger

### Preisträger 2004
| Kategorie  | 1. Platz                         | 2. Platz                         | 3. Platz                          |
| ---------- | -------------------------------- | -------------------------------- | --------------------------------- |
| Charakter  | Singles – Flirt Up Your Life     | Sacred                           | The Moment of Silence             |
| Sound      | SpellForce: The Breath of Winter | Sacred                           | The Moment of Silence             |
| Interface  | Sacred                           | SpellForce: The Breath of Winter | Port Royale                       |
| Cutscenes  | SpellForce: The Breath of Winter | SpellForce: The Order of Dawn    | Far Cry                           |
| Grafik     | Far Cry                          | SpellForce: The Breath of Winter | Sacred                            |
| Community  | Fußball Manager 2004             | Sacred und Söldner               | X²: Die Bedrohung                 |
| Technik    | CryEngine                        | Vision 4.0                       | Nebula Device                     |
| Innovation | Arena Wars                       | –                                | –                                 |
| Gamedesign | Far Cry                          | Fußball Manager 2004             | Sacred                            |
| Story      | X²: Die Bedrohung                | The Moment of Silence            | Far Cry                           |
| Mobile     | Das Schwarze Auge: Dämonenfluch  | Sacred                           | 7 Zwerge – Männer allein im Wald  |
| Casual     | Crazy Machines                   | Ogallala                         | Ballance                          |
| Midprice   | Singles – Flirt Up Your Life     | Arena Wars                       | SpellForce – The Breath of Winter |
| Vollpreis  | Far Cry                          | X²: Die Bedrohung                | Sacred                            |

### Preisträger 2005
| Kategorie                               | 1. Platz                                         | 2. Platz                                      | 3. Platz                              |
| --------------------------------------- | ------------------------------------------------ | --------------------------------------------- | ------------------------------------- |
| Bester Soundtrack/In-Game Sound         | Ankh                                             | Legend of Kay                                 | SpellForce: Shadow of the Phoenix     |
| Bestes Deutsches Spiel 2005             | Ankh                                             | Legend of Kay                                 | Die Siedler – Das Erbe der Könige     |
| Mobile/Bestes Actionspiel national      | The Great Giana Sisters                          | The Crow                                      | Autobahn Raser                        |
| Bestes PC-Spiel 2005 international      | Battlefield 2                                    | –                                             | –                                     |
| Mobile/Bestes Rollenspiel               | Das Schwarze Auge: Krieg um die Krone            | Ancient Ruins 4                               | Sven 004                              |
| Beste Community-Betreuung               | EA Community Team                                | Fußball Manager 2006                          | Das Schwarze Auge: Krieg um die Krone |
| Bestes Sportspiel PC                    | Fußball Manager 06                               | World Racing 2                                | Pinguin versus Yeti                   |
| Beste Story/Spielewelt                  | Legend of Kay                                    | Ankh                                          | SpellForce: Shadow of the Phoenix     |
| Bestes Game-/Leveldesign                | Legend of Kay                                    | SpellForce: Shadow of the Phoenix             | Gem Jam Fever (Handy)                 |
| Beste Ingame Grafiken                   | Legend of Kay                                    | World Racing 2                                | Singles 2: Wilde Zeiten               |
| Bestes PC-Spiel/Casual                  | Leisure Suit Larry: Kühle Drinks und heiße Girls | Pinguin versus Yeti                           | Sven Kommt!                           |
| Innovativste Technik                    | Marble Revolution                                | Fritz9/Trinigy Vision 5.0 GFX Engine          | Speedchaser 3D                        |
| Bestes Konsolenspiel 2005 international | Nintendogs                                       | –                                             | –                                     |
| Bestes PC-Spiel/Midprice & Add-on       | Sacred Underworld                                | Die Siedler: Das Erbe der Könige – Nebelreich | Singles 2: Wilde Zeiten               |

### Preisträger 2006

#### Jurypreise
| Kategorie                         | 1. Platz               | 2. Platz                                      | 3. Platz         |
| --------------------------------- | ---------------------- | --------------------------------------------- | ---------------- |
| Bestes Deutsches Spiel            | Anno 1701              | SpellForce 2: Shadow Wars                     | Gothic 3         |
| Bestes Deutsches Kinderspiel 2006 | Urmel – Das Partyspiel | Colorelli / Crazy Machines (Punktgleichstand) | Wildlife Park 2  |
| Bestes Deutsches Mobile Game      | Bobby Carrot 4         | Die drei ??? und das Haus der Angst           | Anno 1701 mobile |
| Bestes Deutsches Browsergame 2006 | X-Blaster              | Seafight                                      | goalunited       |
| Innovationspreis                  | .kkrieger              | –                                             | –                |

#### Publikumspreise
- Bestes Deutsches Rollenspiel: Gothic 3
- Bestes Deutsches Actionspiel: Darkstar One
- Bestes Deutsches Sportspiel: Fußball Manager 07
- Bestes Deutsches Adventure: Geheimakte Tunguska
- Bestes Deutsches Strategiespiel: ANNO 1701
- Bestes Internationales PC-Spiel: Gothic 3
- Bestes Next Gen Game: Oblivion
- Beste Community Betreuung: Gothic 3
- Bestes Deutsches Casual-Game: Crazy Machines – Neues aus dem Labor
- Bestes Deutsches Midprice-Game: Gunship Apocalypse
- Bestes Internationales Konsolenspiel: Ghost Recon Advanced Warfighter
- Bestes Internationales Online-Game: Battlefield 2142
- Bestes Deutsches Browserspiel: XBlaster.de
- Bestes Deutsches Handheld Game: Crazy Frog
- Bestes Mobile Actionspiel:Werner – Haat am Ball
- Bestes Mobile RPG/Adventure Spiel: Die drei ??? und das Haus der Angst
- Bestes Mobile Strategiespiel: ANNO 1701 mobile

### Preisträger 2007
- Bestes Deutsches Spiel 2007: Die Siedler – Aufstieg eines Königreichs (PC) (Blue Byte GmbH)
- Bestes Deutsches Mobile Game 2007: Blades & Magic (FISHLABS Entertainment GmbH)
- Bestes Deutsches Jugendspiel 2007 – USK max. 12: Crazy Machines II (PC) (Fakt Software GmbH)
- Bestes Deutsches Kinderspiel 2007 – USK 0-6: Simon the Sorcerer (PC) (Silverstyle)
- Bestes Deutsches Handheld-Game: Anno 1701 – Dawn of Discovery (NDS) (keen games GmbH & Co. KG)
- Bestes Mobile RPG Adventure: Vampiers Dawn – Deceit of Heretics (Dawnatic Games)
- Bester Soundtrack In-Game Sound: Die Siedler – Aufstieg eines Königreichs (PC) (Blue Byte GmbH)
- Bestes Game-Leveldesign: Die Siedler – Aufstieg eines Königreichs (PC) (Blue Byte GmbH)
- Beste Story Spielewelt: Jack Keane (PC) (DECK13 Interactive GmbH)
- Beste Spiele-Grafiken: Die Siedler – Aufstieg eines Königreichs (PC) (Blue Byte GmbH)
- Beste Cutscenes/Intros: Die Siedler – Aufstieg eines Königreichs (PC) (Blue Byte GmbH)
- Bestes Interface: Die Siedler – Aufstieg eines Königreichs (PC) (Blue Byte GmbH)
- Bester Support: KnightFight (Browser Game) (RedMoonStudios)
- Spezialpreis der Jury: Games Academy – Thomas Dlugaiczyk (Innovationsprojekt)

### Preisträger 2008
Die Preisverleihung hat am 3. Dezember 2008 stattgefunden. Es wurden verschiedene Jurypreise, Publikumspreise und Spezialpreise verliehen. Während bei den Jurypreisen die Nominierten bekannt gegeben wurden, sind bei den weiteren Preisen keine festen Nominierten angegeben gewesen. Crysis und Drakensang haben mit jeweils 3 Gewinnen die meisten Preise erhalten.
| Kategorie (Jury)                     | Gewinner                                                         | Nominierte / Hinweis | Quelle      |
| ------------------------------------ | ---------------------------------------------------------------- | --- | ----------- |
| Bestes Deutsches Spiel               | Crysis (Crytek GmbH)                                             | Die Siedler – Aufbruch der Kulturen, Drakensang, Edna Bricht Aus, Geheimakte 2 – Puritas Cordis, Sacred 2 – Fallen Angel                                                        | [ 4 ] [ 5 ] |
| Bestes Deutsches Jugendspiel         | Edna bricht aus (Daedalic Entertainment GmbH)                    | Ankh – Der Fluch des Skarabäenkönigs, Ankh 3 – Kampf der Götter, Die Siedler – Aufbruch der Kulturen, Geheimakte 2 – Puritas Cordis                                             | [ 4 ] [ 5 ] |
| Bestes Deutsches Kinderspiel         | Frag doch mal… die Maus! (Outline Development)                   | 2weistein – Das Geheimnis des roten Drachen, Felix – Eine wundersame Reise durch die Zeit 1, Playmobil Piraten – Volle Breitseite!, Prinzessin Lillifee – Meine wunderbare Welt | [ 4 ] [ 5 ] |
| Bestes Deutsches Konsolenspiel       | Panzer Tactics DS (Sproing Interactive Media GmbH)               | Geheimakte Tunguska, Geheimakte Tunguska Wii, RTL Winter Sports 2008, Summer Athletics                                                                                          | [ 4 ] [ 5 ] |
| Bester Soundtrack                    | Das Schwarze Auge: Drakensang (Radon Labs GmbH)                  | Crysis, Crysis Warhead, Geheimakte 2 – Puritas Cordis, Sacred 2 – Fallen Angel                                                                                                  | [ 4 ] [ 5 ] |
| Bestes Gamedesign                    | Crysis (Crytek GmbH)                                             | Crysis Warhead, Die Siedler – Aufbruch der Kulturen, Drakensang, Sacred 2 – Fallen Angel                                                                                        | [ 4 ] [ 5 ] |
| Beste Story & Spielewelt             | Das Schwarze Auge: Drakensang (Radon Labs GmbH)                  | Crysis, Edna Bricht Aus, Geheimakte 2 – Puritas Cordis, Sacred 2 – Fallen Angel                                                                                                 | [ 4 ] [ 5 ] |
| Beste Ingame-Grafik                  | Crysis/Warhead (Crytek GmbH)                                     | Die Siedler – Aufbruch der Kulturen, Drakensang, Perry Rhodan – The Adventure, Sacred 2 – Fallen Angel                                                                          | [ 4 ] [ 5 ] |
| Bestes Deutsches Browserspiel        | Das schwarze Auge: Verschwörung in Ferdok (Chromatrix GmbH)      | Ikariam, Travianer, Wurzelimperium, Xhodon | [ 4 ] [ 5 ] |
| Kategorie (Publikum)                 | Gewinner                                                         | Nominierte / Hinweis |             |
| Bestes Deutsches Adventure           | Edna bricht aus (Daedalic Entertainment GmbH)                    | ohne Nominierung | [ 6 ]       |
| Bestes Deutsches Rollenspiel         | Das Schwarze Auge: Drakensang (Radon Labs GmbH)                  | ohne Nominierung | [ 6 ]       |
| Bestes Deutsches Strategiespiel      | Die Siedler – Aufbruch der Kulturen (Funatics Software GmbH)     | ohne Nominierung | [ 6 ]       |
| Bestes Deutsches Sportspiel          | Fußball Manager 2008 (Bright Future)                             | ohne Nominierung | [ 6 ]       |
| Bestes Deutsches Casual Game         | Crazy Machines II – Zurück in die Werkstatt (FAKT Software GmbH) | ohne Nominierung | [ 6 ]       |
| Bestes Deutsches Actionspiel         | Sacred 2: Fallen Angel (Ascaron Entertainment)                   | ohne Nominierung | [ 6 ]       |
| Bestes Deutsches Mobile Game         | Gothic 3: The Beginning (www.handy-games.com GmbH)               | ohne Nominierung | [ 5 ]       |
| Bestes Internationales PC-Spiel      | Sacred 2: Fallen Angel (Ascaron Entertainment)                   | ohne Nominierung | [ 5 ]       |
| Bestes Internationales Konsolenspiel | Grand Theft Auto IV (Rockstar North)                             | ohne Nominierung | [ 6 ]       |
| Kategorie (Spezialpreis)             | Gewinner                                                         | Nominierte / Hinweis |             |
| Newcomer Award (Gamesload)           | Somersault (Studio: Enter-Brain-Ment)                            | 2. Platz: Blake White (Team: Plan B), 3. Platz: Blockball (Team: 4 minds) | [ 5 ]       |
| Spezialpreis der Jury                | Hamburg @ Work: Achim Quinke / Stefan Klein (Hamburg@work e. V.) | ohne Nominierung | [ 6 ]       |
| Förderpreis der Jury                 | Chimera Entertainment                                            | ohne Nominierung | [ 5 ]       |
| Studio of the Year                   | Crytek GmbH                                                      | ohne Nominierung | [ 5 ]       |
| Ehrenpreis                           | Malte Behrmann (G.A.M.E. Bundesverband e. V.)                    | Einzelpreis | [ 5 ]       |

### Preisträger 2009

#### Fachpreiskategorien 2009
- Bestes deutsches Spiel 2009: Anno 1404 (Related Designs / Blue Byte)
- Bestes deutsches Kinderspiel 2009: Giana Sisters DS (Spellbound Entertainment / Bitfield)
- Bestes deutsches Jugendspiel 2009: The Whispered World (Daedalic Entertainment)
- Bestes deutsches Browserspiel 2009: Die Gilde Online – Gilde 1400 (Ticking Bomb Games / Gameforge)
- Bestes deutsches Konsolenspiel 2009: Anno – Erschaffe eine neue Welt, Wii (Blue Byte / Keen Games)
- Beste Story 2009: The Whispered World (Daedalic Entertainment)
- Bester Soundtrack 2009: Anno 1404 (Related Designs / Blue Byte)
- Bestes Gamedesign 2009: Anno 1404 (Related Designs / Blue Byte)
- Beste Grafik 2009: Anno 1404 (Related Designs / Blue Byte)
- Gamesload Newcomer Award
  - 1. Platz: Corporate Conflict Mars (IC e:Motion [Games Academy])
  - 2. Platz: Grounded (Mimimi Productions [Media Design Hochschule])
  - 3. Platz: Phobos (Wolpertinger Games [Media Design Hochschule])

#### Spezialpreiskategorien 2009
- Sonderpreis des Deutschen Entwicklerpreises 2009: Making Games; Videospielkultur e. V.
- Hall of Fame 2009: Armin Gessert
- Förderpreis des Deutschen Entwicklerpreises 2009: Splitscreen Studios
- Studio of the Year: Daedalic Entertainment

#### Publikumspreiskategorien 2009
| Kategorie                            | 1. Platz                                                 | 2. Platz                                           | 3. Platz                                 |
| ------------------------------------ | -------------------------------------------------------- | -------------------------------------------------- | ---------------------------------------- |
| Bestes Deutsches Adventure           | Black Mirror 2 (31,6 %)                                  | The Book of Unwritten Tales (23,2 %)               | The Whispered World (13,1 %)             |
| Bestes Deutsches Rollenspiel         | Risen (60,2 %)                                           | Venetica (25,4 %)                                  | Pirate Galaxy (14,4 %)                   |
| Bestes Deutsches Strategiespiel      | Anno 1404 (42,9 %)                                       | BattleForge (12,5 %)                               | Desert Operations (11,2 %)               |
| Bestes deutsches Sportspiel          | Fußball Manager 09 (45,8 %)                              | Goalunited 2009 (18,5 %)                           | Summer Athletics 2009 (9,2 %)            |
| Bestes Deutsches Casual Game         | Shakes & Fidget – The Game (28,5 %)                      | Anno – Erschaffe eine neue Welt (27,1 %)           | Gehirntraining mit Dr. Kawashima (7,7 %) |
| Bestes Deutsches Actionspiel         | Venetica (58,3 %)                                        | Alarm für Cobra 11: Burning Wheels (13,4 %)        | Cursed Mountain (13,2 %)                 |
| Bestes deutsches Mobile Game         | Crazy Machines (iOS, 18,6 %)                             | Dark Orbit Ground Forces (GPS Mission Pro, 14,1 %) | Devils and Demons (11,2 %)               |
| Bestes internationales PC-Spiel      | Runes of Magic – Chapter II: The Elven Prophecy (30,1 %) | Anno 1404 (28,5 %)                                 | Risen (21,0 %)                           |
| Bestes internationales Konsolenspiel | Sacred 2: Fallen Angel (40,5 %)                          | Prince of Persia (19,1 %)                          | Call of Juarez: Bound in Blood (17,9 %)  |

### Preisträger 2010

#### Fachpreis-Kategorien
Die Gewinner wurden durch die Jury des Deutschen Entwicklerpreises gewählt.
- Bestes Studio: Blue Byte GmbH
- Bester Publisher: Ubisoft GmbH
- Bestes Gamedesign: Anno 1404: Venedig (Blue Byte GmbH / Related Designs Software GmbH / Ubisoft GmbH)
- Beste Story: A New Beginning (DAEDALIC Entertainment GmbH / Deep Silver)
- Beste Grafik: Anno 1404: Venedig (Blue Byte GmbH / Related Designs Software GmbH / Ubisoft GmbH)
- Bester Soundtrack: A New Beginning (DAEDALIC Entertainment GmbH / Deep Silver, Musik: Knights of Soundtrack)
- Bestes Deutsches Spiel: Die Siedler 7 (Blue Byte GmbH / Ubisoft GmbH)

Gamesload Newcomer Award:
- 1. Platz: Night of Joeanne (Sluggerfly)
- 2. Platz: daWindci (Mimimi Productions)
- 3. Platz: Corporate Property (Rated-A)

#### Genrepreis-Kategorien
Die Gewinner wurden durch die Akademie des Deutschen Entwicklerpreises gewählt.
- Bestes Adventure: Lost Horizon (Animation Arts / Deep Silver)
- Bestes Rollenspiel: Drakensang: Am Fluss der Zeit (Bigpoint Berlin / dtp entertainment)
- Bestes Actionspiel: Trapped Dead (Crenetic Studios / Headup Games)
- Bestes Sportspiel: Drivals (King Art / Gameforge)
- Bestes Strategiespiel: Die Siedler 7 (Blue Byte / Ubisoft)
- Bestes Kinderspiel: Galaxy Racers (kunst-stoff / Ubisoft)
- Bestes Jugendspiel: A New Beginning (Daedalic Entertainment / Deep Silver)
- Bestes Familienspiel: WinterSports 2011 (Wii) (49Games / dtp entertainment)
- Bestes Lernspiel: The Skillz (Daedalic Entertainment / Landes-Gewerbeförderungsstelle des nordrhein-westfälischen Handwerks)
- Bestes mobiles Spiel: Giana Sisters DS (Spellbound Entertainment / dtp entertainment)[7]

#### Publikumspreise
- Bestes Gaming-Portal: Bigpoint.com
- Bestes Mobile Game: Anno – Erschaffe eine neue Welt (HandyGames GmbH)
- Bestes Konsolenspiel: ArcaniA – Gothic 4 (Spellbound Entertainment AG / JoWooD Entertainment AG)
- Bestes Online Game: Runes of Magic: Chapter III – The Elder Kingdoms (Frogster Online Gaming GmbH)
- Bestes Browser Game: Farmerama (Bigpoint GmbH)
- Bestes Social Game: Die Siedler – Meine Stadt (Blue Byte GmbH / Ubisoft Entertainment)
- Bestes Community Management: Die Siedler 7 (Blue Byte GmbH / Ubisoft Entertainment)
- Bester Kundensupport: NosTale (Gameforge AG)
- Bester Games-Händler: Amazon

### Preisträger 2011

#### Fachpreis-Kategorien
- Beste Simulation: Landwirtschafts-Simulator 2011
- Bestes Kinderspiel: Living Stories – Das verlorene Herz
- Bestes Strategiespiel: Patrizier IV – Aufstieg einer Dynastie
- Bestes Lernspiel: Crazy Machines Elements (PC)
- Bestes Actionspiel: Crysis 2
- Bestes Rollenspiel: Drakensang Online
- Bestes Sportspiel: Mein Fitness-Coach Club
- Bestes Serious Game: Ludwig
- Bestes Jugendspiel: Harveys Neue Augen
- Bestes Adventure: Harveys Neue Augen

#### Akademie-Kategorien
- Bestes Game Design: Zeit² (Brightside Games)

#### Publikumspreise
- Bestes Social Game: Tight Lines Fishing (Socialspiel)
- Bestes Handheld Game: Demolition Dash (Chimera Entertainment / dreamfab)
- Bestes Casual Game: Runes of Magic – Lands of Despair (Runewaker Entertainment Ltd. / Frogster)
- Bestes Konsolenspiel: Crysis 2 (Crytek / EA)

### Preisträger 2012

#### Jury-Kategorien
- Bestes Strategiespiel: Anno 2070 (Related Designs / Blue Byte)
- Bestes Familienspiel: Chaos auf Deponia (Daedalic Entertainment)
- Bestes Jugendspiel: Chaos auf Deponia (Daedalic Entertainment)
- Bestes Adventure: Chaos auf Deponia (Daedalic Entertainment)
- Bestes Actionspiel: Spec Ops: The Line (Yager Development)
- Bestes Rollenspiel: Risen 2 (Piranha Bytes)
- Beste Simulation: Remanum (Travian Games GmbH)
- Innovationspreis: Articy: Draft (Nevigo)
- Förderpreis: Gründerlabore der GDI.Ruhr
- Sonderpreis: Trauma (Krystian Majewski)

#### Akademie-Kategorien
- Bestes Game Design: Anno 2070 (Related Designs / Blue Byte)
- Beste Story: Spec Ops: The Line (Yager Development)
- Bestes Deutsches Spiel: Spec Ops: The Line (Yager Development)
- Beste Grafik: Spec Ops: The Line (Yager Development)
- Bestes Konsolenspiel:Spec Ops: The Line (Yager Development)
- Bestes Studio: Yager Development
- Bestes Kinderspiel: Wimmelburg HD (Die Hobrechts / Wolkenlenker)
- Bestes Social Game: The Great Jitters: Haunted Hunt (kunst-stoff)
- Bester Sound: Giana Sisters: Twisted Dreams (Black Forest Games)
- Bestes Browsergame: Jagged Alliance Online (Cliffhanger Productions)
- Bestes Mobile Game: Royal Revolt (Keen Flare)
- Bester Publisher: Headup Games

### Preisträger 2013
- Bestes Serious Game: Beatbuddy (THREAKS)
- Beste Simulation: Rise of Venice (Gaming Minds Studios)
- Bestes Sportspiel: EA Sports Fifa Fußball Manager 2013 (Bright Future GmbH)
- Bestes Familienspiel: The Inner World (Studio Fizbin)
- Bestes Strategiespiel: Rise of Venice (Gaming Minds Studios)
- Bestes Lernspiel: Fiete Match (AHOiii)
- Bestes Kinderspiel: Fiete (AHOiii)
- Bestes Adventure: Goodbye Deponia (Daedalic Entertainment)
- Bestes Jugendspiel: Giana Sisters: Twisted Dreams – Rise of the Owlverlord (Black Forest Games GmbH)
- Bestes Actionspiel: Crysis 3 (Crytek)
- Bestes Studio: Daedalic Entertainment
- Bester Publisher: Headup Games
- Hall of Fame: Volker Wertich
- Sonderpreis: Computerspielemuseum (Andreas Lange)
- Ubisoft Blue Byte Newcomer Award
  - 1. Platz: Schein
  - 2. Platz: Baloon Quest
  - 3. Platz: Tristoy
  - 3. Platz: Lux³
- Bester Sound: Goodbye Deponia (Daedalic Entertainment)
- Bestes Mobile Kids Game: Fiete (AHOiii)
- Bestes Konsolenspiel: Crysis 3 (Crytek)
- Beste Grafik: Crysis 3 (Crytek)
- Bestes Mobile Core Game: Moorhuhn: Tiger & Chicken (DECK13)
- Bestes Browsergame: Anno Online (Ubisoft Blue Byte)
- Bestes Game Design: Beatbuddy: The Tale of the Guardians (THREAKS)
- Bestes Mobile Casual Game: Crazy Machines Golden Gears (FAKT Software GmbH)
- Beste Story: Goodbye Deponia (Daedalic Entertainment)
- Bestes Deutsches Spiel: Crysis 3 (Crytek)

### Preisträger 2014
- Bestes Familienspiel: Yes or kNOw (Reality Twist GmbH)
- Beste Simulation: Cosmonautica (Chasing Carrots KG)
- Beste technische Leistung: Ryse: Son of Rome (Crytek)
- Beste Story: The Last Tinker: City of Colors (Mimimi Productions)
- Bestes Adventure: The Last Tinker: City of Colors (Mimimi Productions)
- Bestes Actionspiel: Lords of the Fallen (Deck13)
- Bestes Mobile Core Game: Panzer Tactics (Sproing Interactive Media GmbH)
- Bestes Mobile Kids Game: Fiete – Ein Tag auf dem Bauernhof (AHOiii)
- Bestes Mobile Casual Game: Rules! (TheCodingMonkeys GmbH)
- Bestes Mobile Game: Rules! (TheCodingMonkeys GmbH)
- Bestes Onlinegame: Shards of War (Bigpoint GmbH)
- Bestes Rollenspiel: Das Schwarze Auge – Demonicon (Noumena Studios)
- Bestes Jugendspiel: The Last Tinker: City of Colors (Mimimi Productions)
- Beste Grafik: Ryse: Son of Rome (Crytek)
- Bester Sound: Ryse: Son of Rome (Crytek)
- Bestes Browsergame: Might & Magic Heroes Online (Blue Byte)
- Bestes Game Design: Lords of the Fallen (Deck13)
- Bestes Kinderspiel: Squirrel & Bär (the Good Evil GmbH)
- Bestes Strategiespiel: Battle Worlds: Kronos (KING Art Games)
- Innovationspreis: Aces of the Luftwaffe (HandyGames GmbH)
- Bestes deutsches Spiel: Lords of the Fallen (Deck13)
- Bester Publisher: Kalypso Media
- Bestes Studio: Deck13
- Sonderpreis: Gaming-Aid e. V.
- Hall of Fame: Thomas Friedmann
- Ubisoft Blue Byte Newcomer Award
  - 1. Platz: Schlicht
  - 2. Platz: Simon
  - 3. Platz: Plitch

### Preisträger 2015
- Beste PR-Einzelaktion: Retro Invasion (THREAKS)
- Beste Marketing-Kampagne: Indie Arena Booth
- Bester Publisher: Kalypso Media
- Bestes Game Design: Grand Ages: Medieval (Gaming Minds Studios, Kalypso Media)
- Bester Sound: The Book of Unwritten Tales 2 (KING Art Games, Nordic Games)
- Beste Story: Renu und die Sari Revolution (Reality Twist, Missio Internationales Katholisches Missionswerk Ludwig Missionsverein KdöR)
- Beste Grafik: Anno 2205 (Blue Byte, Ubisoft)
- Beste technische Leistung: Galaxy on Fire – Manticore Rising (Deep Silver FISHLABS)
- Bestes Studio: HandyGames
- Sonderpreis für soziales Engagement: HandyGames Charity Day
- Innovationspreis: Cloud Chasers (Blindflug Studios)
- Bestes PC-Spiel: Anno 2205 (Blue Byte, Ubisoft)
- Bestes Konsolenspiel: The Book of Unwritten Tales 2 (KING Art Games, Nordic Games)
- Bestes Mobile Game: Clouds and Sheep 2 (HandyGames)
- Bestes Browsergame: Drakensang Online: Rise of Balor (Bigpoint)
- Bestes Indie Game: Curious Expedition (Maschinen-Mensch)
- Bestes deutsches Spiel: Anno 2205 (Blue Byte, Ubisoft)
- Blue Byte Newcomer Award Platz 1: Mr.Whale's Game Service (Zürcher Hochschule der Künste)
- Blue Byte Newcomer Award Platz 2: Team Die Socken (Games Academy Berlin)
- Blue Byte Newcomer Award Platz 3: Team Papair (Cologne Game Lab, Technische Hochschule Köln)

Quellen:

### Preisträger 2016
- Beste PR-Einzelaktion: Safety First! (JCO, Headup Games)
- Beste Marketing-Kampagne: Deponia Doomsday Tour (Daedalic Entertainment)
- Bester Publisher: Tivola Publishing
- Bestes Game Design: Shadow Tactics: Blades of the Shogun (Mimimi Productions, Daedalic Entertainment)
- Bester Sound: Silence (Daedalic Entertainment)
- Beste Story: Silence (Daedalic Entertainment)
- Beste Grafik: Silence (Daedalic Entertainment)
- Beste technische Leistung: The Climb (Crytek)
- Beste VR/AR Experience: The Climb (Crytek)
- Bestes Studio: Mimimi Productions
- Sonderpreis für soziales Engagement: Engagement im Rahmen der German Dev Days und für die Familie des verstorbenen Frank Fitzner (Stefan Marcinek)
- Innovationspreis: AirConsole (N-Dream)
- Bestes PC/Konsolen-Spiel: Shadow Tactics: Blades of the Shogun (Mimimi Productions, Daedalic Entertainment)
- Bestes Online Game: Portal Knights (keen games)
- Bestes Mobile Game: Skyhill (Mandragora, Daedalic Entertainment)
- Bestes Indie Game: The Lion’s Song (Mi'pu'mi Games)
- Hall of Fame: Ingo Horn
- Händler des Jahres: Media Markt
- Bestes deutsches Spiel: Shadow Tactics: Blades of the Shogun (Mimimi Productions, Daedalic Entertainment)
- WTF des Jahres: Deponia Doomsday: Exklusiver Erstverkauf in der „Computer Bild Spiele“ (Daedalic Entertainment)
- Sonderpreis AR/VR: Accounting (Crows Crows Crows)
- Blue Byte Newcomer Award Platz 1: Cubiverse (Ludamus, MDH München)
- Blue Byte Newcomer Award Platz 2: Elena (Catch A Cat, HdM Stuttgart)
- Blue Byte Newcomer Award Platz 3: Super Dashmatch (BerlinGamesClub, Games Academy Berlin)

### Preisträger 2017
- Bestes PC-/Konsolenspiel: The Surge (DECK13 Interactive, Focus Home Interactive)
- Bestes Mobile Game: Angry Birds Evolution (Chimera Entertainment, Rovio Entertainment)
- Bestes Deutsches Spiel: The Surge (DECK13 Interactive, Focus Home Interactive)
- Bestes Indie Game: The Inner World – Der letzte Windmönch (Studio Fizbin, Headup Games)
- Bestes VR-Game: Late For Work (Salmi Games)
- Innovationspreis: Orwell (Osmotic Studios, Surprise Attack Games)
- Beste Grafik: The Surge (DECK13 Interactive, Focus Home Interactive)
- Bestes Game Design: Card Thief (Tinytouchtales, Arnold Rauers)
- Beste technische Leistung: Dreadnought (Yager Development, Grey Box/Six Foot Europe)
- Beste Story: Orwell (Osmotic Studios, Surprise Attack Games)
- Bester Sound: Ken Follett’s The Pillars of the Earth (Daedalic Entertainment)
- Beste Marketing-Aktion: Pizza Connection 3/Das große Pizza Creator Gewinnspiel (Gentlymad, Assemble Entertainment)
- Bester Publisher: Headup Games
- Bestes Studio: KING Art Games
- Blue Byte Newcomer Award – Studierende: Realm of the Machines (Enigma Workshops, Mediadesign Hochschule München)
- Blue Byte Newcomer Award – Gründer: Viking Rage (N-Gon Entertainment, SAE Institute Cologne)
- Most Wanted: Witch It (Barrel Roll Games)
- Hall of Fame: Linda Breitlauch
- Hall of Fame: Stefan Marcinek
- Hall of Fame: Tom Putzki
- Sonderpreis für soziales Engagement: EA Outreach (Electronic Arts)
- 2. Deutsch-Französischer Videospiel-Preis: BeatMe (E-Sport-Plattform)[10]

Quellen:

### Preisträger 2018
- Bestes Deutsches Spiel: FAR: Lone Sails (Okomotive, Mixtvision)
- Bestes PC-/Konsolenspiel: Railway Empire (Gaming Minds Studios, Kalypso Media)
- Bestes Indie Game: CrossCode (Radical Fish Games, DECK13 Interactive)
- Bestes Mobile Game: supertype (Philipp Stollenmayer - kamibox)
- Beste technische Leistung: Railway Empire (Gaming Minds Studios, Kalypso Media)
- Beste Grafik: Hunt: Showdown (Crytek)
- Beste Story: State of Mind (Daedalic Entertainment)
- Bester Sound: Hunt: Showdown (Crytek)
- Bestes Game Design: FAR: Lone Sails (Okomotive, Mixtvision)
- Beste Marketing-Aktion: The Evil Within 2 – Influencer Kampagne (ZeniMax Media, Bethesda Softworks)
- Most Wanted: Desperados III (Mimimi Games, THQ Nordic)
- Bester Publisher: THQ Nordic
- Bestes Studio – präsentiert von GAME Bundesverband der deutschen Games-Branche: Paintbucket Games
- Sonderpreis für Soziales Engagement: Streamer-Sammlung Kinderhospize von Phil & Beppo
- Hall Of Fame: Stephan Reichart
- Händler des Jahres: GameStop
- Ubisoft Blue Byte Newcomer, Gründer: Aschenputtel - ein interaktives Märchen (Golden Orb)
- Ubisoft Blue Byte Newcomer, Studierende: Out of Place (Team Out of Place, HAW Hamburg)
- Innovationspreis – Sonderpreis der Stadt Köln: DR!FT (NUKKLEAR, STURMKIND)

Quelle:

### Preisträger 2019
- Bestes Deutsches Spiel: Anno 1800
- Bestes Gamedesign: Anno 1800
- Beste Grafik: Anno 1800
- Bester Sound: Anno 1800
- Most Wanted: Die Siedler
- Beste Story: Pathway
- Bestes Indie-Game: Lonely Mountains: Downhill
- Bestes Mobile-Game: Stranded Sails
- Bestes Studio: Yager Development
- Bester Publisher: Headup Games
- Förderpreis für junge Entwicklerinnen – Sonderpreis der Film- und Medienstiftung NRW: Linda Rendel (Ubisoft Blue Byte)
- Sonderpreis Soziales Engagement: Friendly Fire 4
- Innovationspreis (Sonderpreis der Stadt Köln): BLAUTOPF VR – Geheimnis der Lau
- Dauerbrenner: Tibia
- Newcomer Award – Start-up: Upside Drown
- Newcomer Award – Studierende: Wild Woods

### Preisträger 2020
- Bestes Deutsches Spiel: Iron Harvest
- Bestes Gamedesign: Iron Harvest
- Beste Grafik: SpellForce 3: Fallen God
- Bester Sound: Iron Harvest
- Beste Story: Through the Darkest of Times
- Bestes Indie-Game: Through the Darkest of Times
- Bestes Mobile-Game: High Rise
- Bestes Studio: King Art Games, Bremen
- Bester Publisher: Assemble Entertainment
- Innovationspreis – Sonderpreis der Stadt Köln: Jessika (TriTrie Games, Köln)
- Sonderpreis Soziales Engagement: Gaming ohne Grenzen / ComputerProjekt Köln e. V., Köln
- Most Wanted: Everspace 2 (Rockfish Games, Hamburg)
- Dauerbrenner: Anno-Serie
- Newcomer Award: Whalien (Forbidden Folds, Pischelsdorf / Österreich)
- Förderpreis für junge Entwicklerinnen: Golden Orb (Witten)

Quelle:

### Preisträger 2021
- Bestes Deutsches Spiel: Dorfromantik (Toukana Interactive, Berlin)
- Bestes Studio: Studio Fizbin, Ludwigsburg
- Bester Publisher: Assemble Entertainment, Wiesbaden
- Bestes Game Design: A Juggler’s Tale (Kaleidoscube, Ludwigsburg)
- Bester Sound: Minute of Islands (Studio Fizbin, Ludwigsburg)
- Beste Grafik: A Juggler’s Tale (Kaleidoscube, Ludwigsburg)
- Beste Story: A Juggler’s Tale (Kaleidoscube, Ludwigsburg)
- Bestes Indie-Game: Omno (Studio Inkyfox, Werther)
- Bestes Mobile Game: Albion Online (Sandbox Interactive, Berlin)
- Innovationspreis – Sonderpreis der Stadt Köln: Puzzling Places (Realities.io, Berlin)
- Most Wanted: The Bus (TML-Studios, Erfurt)
- Dauerbrenner: Goodgame Empire (Goodgame Studios, Hamburg)
- Ubisoft Newcomer Award: Passing By (Studio Windsocke, Hallstadt)
- Sonderpreis für Soziales Engagement: Initiative „Stärker mit Games“ der Stiftung Digitale Spielekultur, Berlin
- NRW Förderpreis für junge Entwicklerinnen: Twisted Ramble Games, Berlin

Quelle:

### Preisträger 2022
- Bestes Deutsches Spiel: The Wandering Village (Stray Fawn Studio, Zürich / Schweiz)
- Bestes Indie Game: Revita (BenStar, Buchenbach)
- Bestes Casual Game: Lego Bricktales (ClockStone, Innsbruck / Österreich)
- Bestes Game Beyond Entertainment: Beholder 3 (Paintbucket Games, Berlin)
- Bestes Gamedesign: Lego Bricktales (ClockStone, Innsbruck / Österreich)
- Bestes Audiodesign: Itorah (Grimbart Tales, Kaiserslautern)
- Beste Grafik: Lego Bricktales (ClockStone, Innsbruck / Österreich)
- Beste Story: Beholder 3 (Paintbucket Games, Berlin)
- Beste Technische Leistung: The Wandering Village (Stray Fawn Studio, Zürich / Schweiz)
- Innovationspreis: The Wandering Village (Stray Fawn Studio, Zürich / Schweiz)
- Sonderpreis für Soziales Engagement: Antura & the Letters (Cologne Game Lab & Video Game Without Borders, Köln)
- Ubisoft Newcomer Award: Paws and Leaves – A Thracian Tale (Grownarts, Brake)
- NRW-Förderpreis für junge Entwicklerinnen: Casilda de Zulueta (Köln)

Quelle:

### Preisträger 2023
- Bestes Deutsches Spiel: Shadow Gambit: The Cursed Crew (Mimimi Games, München)
- Bestes Indie Game: Dome Keeper (Bippinbits)
- Bestes Casual Game: Thronefall (Grizzly Games)
- Bestes Game Beyond Entertainment: Duru - Über Mulle und Depressionen (Twisted Ramble Games, Berlin)
- Bestes Gamedesign: Dome Keeper (Bippinbits)
- Bestes Audiodesign: Shadow Gambit: The Cursed Crew (Mimimi Games, München)
- Beste Grafik: Shadow Gambit: The Cursed Crew (Mimimi Games, München)
- Beste Story: Fall of Porcupine (Critical Rabbit)
- Beste Technische Leistung: Landwirtschafts-Simulator 22 - Platinum Edition (Giants Software)
- Innovationspreis: Touch Type Tale - Strategic Typing (Pumpernickel Studio)
- Studio des Jahres: Deck13 Interactive (Frankfurt am Main)
- Sonderpreis für Soziales Engagement: Loot für die Welt
- Ubisoft Newcomer Award: Tiny Bookshop (neoludic games)
- NRW-Förderpreis für junge Entwicklerinnen: Leonie Wolf

Quelle:

### Preisträger 2024
- Bestes Deutsches Spiel: Enshrouded (Keen Games, Frankfurt am Main)
- Studio des Jahres: Keen Games (Frankfurt am Main)
- Bestes Indie Game: Dungeons of Hinterberg (Microbird, Wien / Österreich)
- Bestes Casual Game: CubeQuest – A QB Game (Stephan Göbel, Kassel)
- Bestes Game Beyond Entertainment: Vampire Therapist (Little Bat Games, Berlin)
- Bestes Gamedesign: Enshrouded (Keen Games, Frankfurt am Main)
- Bestes Audiodesign: Closer the Distance (Osmotic Studios, Hamburg)
- Beste Grafik: Harold Halibut (Slow Bros., Köln)
- Beste Story: Closer the Distance (Osmotic Studios, Hamburg)
- Beste Technische Leistung: Enshrouded (Keen Games, Frankfurt am Main)
- Innovationspreis: Closer the Distance (Osmotic Studios, Hamburg)
- Sonderpreis für Soziales Engagement: Sterzik LAN (Sebastian Sterzik, Berlin)
- Ubisoft Newcomer Award: Map Map – A Game About Maps (Pipapo Games, Hamburg)
- NRW-Förderpreis für junge Entwicklerinnen: Kathrin Radtke (Spellgarden Games)

Quelle: